# Palaeeudyptes antarcticus
Palaeeudyptes antarcticus är en utdöd fågel i familjen pingviner inom ordningen pingvinfåglar. Den beskrevs 1859 utifrån fossila lämningar från oligocen funna i Nya Zeeland och är därmed den första fossila pingvinarten som beskrivits.